# 萊茵費爾登的魯道夫
萊茵費爾登的魯道夫（德語：Rudolf von Rheinfelden，约1025年—1080年10月15日），士瓦本公爵（1057年—1079年）及被選出來抗衡神聖羅馬皇帝亨利四世的對立國王（1077年—1080年在位）。
據說魯道夫是勃艮第王朝魯道夫二世的後裔，和洛林公爵及奧托王朝也有關連。魯道夫在位於萊茵河上游和巴塞爾以東的萊茵費爾登、勃艮第和士瓦本擁有領地。1057年，當施韋因富特的奧托死後絕嗣，神聖羅馬帝國皇帝亨利三世的遺孀兼攝政王阿格尼絲封魯道夫為士瓦本公爵。
1059年底，魯道夫綁架亨利三世的三女士瓦本的瑪蒂爾德，並娶了她，成為亨利四世的妹夫。當瑪蒂爾達於1060年去世時，魯道夫隨後於1066 年與薩沃伊的阿德萊德（卒於1079年）結婚，她是薩伏伊伯爵奧東和蘇薩的阿德萊德的女兒。1066年，阿德萊德的妹妹薩伏依的貝兒塔與亨利四世結婚，魯道夫再次成為皇帝的妹夫。
1077年3月，亨利四世因卡諾莎的羞辱而被解除絕罰後，魯道夫於1077年3月在福希海姆被反對亨利四世派系推選為敵對國王。魯道夫得到在薩克森頗有影響力的貴族諾特海姆的奧托的支持，並在當地獲得強有力的支持。
1079年，因亨利四世反對，剝奪他的士瓦本公爵頭銜，並將該爵位授予斯陶芬家族的腓特烈一世。1080年10月15日，他在與亨利四世的埃爾斯特戰役中失去右手，因傷身亡。魯道夫的遺體被安葬於梅澤堡大教堂。